# Högsjögård

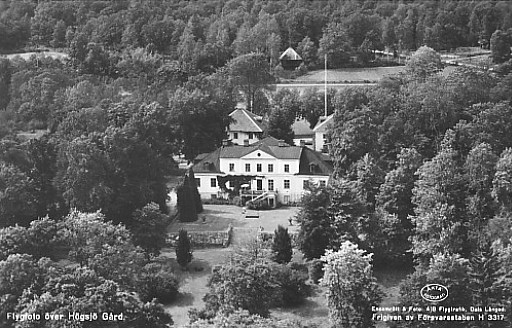

Högsjögård (skrivs även Högsjö gård) är ett gods med herrgård, tidigare säteri vid västra stranden av Högsjön i tätorten Högsjö i Vingåkers kommun, Södermanlands län. Gården har rötter tillbaka till tidig medeltid. Den nutida gårdsanläggningen uppfördes på 1860-talet efter ritningar av arkitekt Axel Nyström. Idag är gården privatägd av släkten von Mecklenburg sedan 1871, där det bland annat bedrivs växtodling och skogsförädling.

## Historik

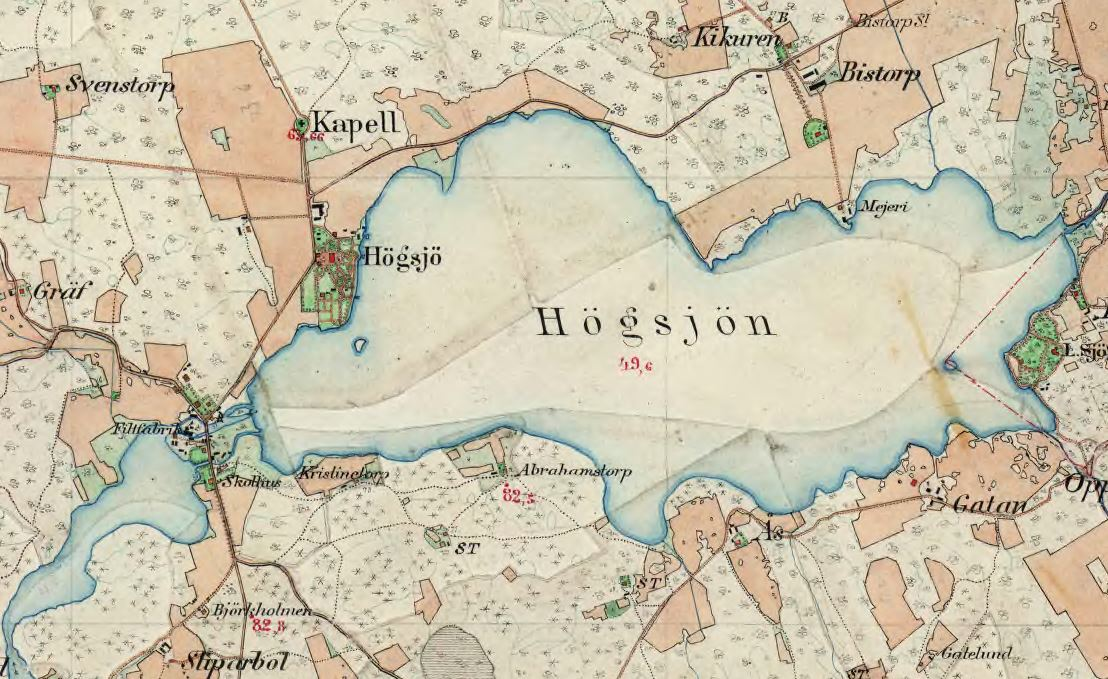
Högsjögård omkring år 1900.

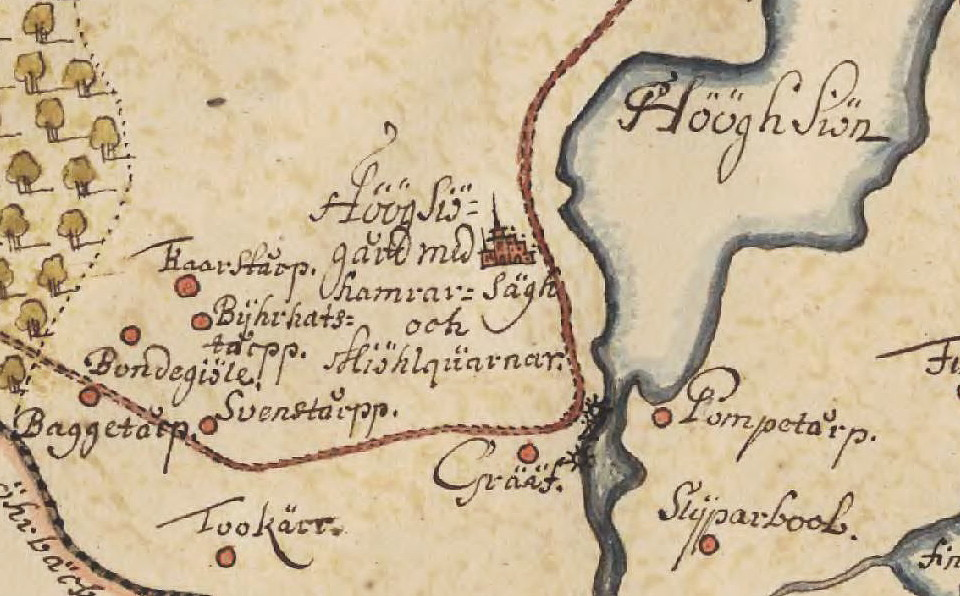
Högsjögård 1677.

Kvinnliga arbetare vid Bristorps mejeri vid Högsjö säteri runt 1900-talet.

Högsjös ägarlängd går tillbaka till 1200-talet då riddaren Svantepolk Knutsson var herre på gården. Han förfogade över ett stort antal gods runtom i Östergötland och Högsjö var förmodligen en av de obetydliga egendomarna. År 1318 uppges Knut Magnusson (Bjälboätten) som ägare och efter honom hans dotter Birgitta Knutsdotter.
Efter Birgitta Knutsdotter ärvdes Högsjö av hennes son Ulf Jonsson (Ros) och hans hustru Märta Bonde. Vid arvskiftet efter Ulf Jonsson gick Högsjö till hans dotterdotter Märta Torsdotter (Bonde), gift med Bengt Königsmarck. I arvsskiftet efter honom 1415 omtalas "Högesiö gård upå Södermanland meth alt thet ther till liger", vilket skulle tyda på att det då var en sätesgård, men beläggen på det är annars svaga. Bengt Königsmarks dotter Karin gifte sig med riddare Jon Gädda och efter hans död med väpnaren och senare riksrådet Johan Bese. I äktenskapet föddes endast dottern Gunnil, som fick ärva en mängd gårdar i Östergötland och därtill gods i Uppland, Västergötland och Småland. Han gifte sig med Erik Turesson den yngre (Bielke). Hennes jordebok upptar 160 gårdar, indelade i grupper under huvudgårdar, av vilka Högsjö var en som omfattade ett 40-tal gårdar. I det äldsta skattelängderna framgår dock att Högsjö vid den här tiden räknades om landbohemmen och saknade sätesfrihet. Vid Gunnil Jonsdotters död 1553 ärvdes Högsjö av dottern Karin Eriksdotter, som varit gift med den 1528 avrättade Tönnes Eriksson (Tott) och därefter med Arvid Gustafsson Västgöte. Arvsskiftet efter henne förrättades 1571 och Högsjö tillföll då hennes dotterson Tönne Göransson (Gyllenmåne) som 1573 gjorde Högsjö till sin sätesgård. Som säteri fick inte Högsjö samma omfattning som det tidigare haft som huvudgård, det kom att bestå av gårdarna Bistorp, Kubbetorp, Land, Svarttorp (2 gårdar), Torp samt Stora och Lilla Ölång. Godset förblev oföränndrat ända fram till 1850-talet då hemmanen Gräv, Sliparbol och en gård i Backa infogades i komplexet. Tönne Göransson kom dock huvudsakligen att främst vistas i Stockholm som befallningsman på Stockholms slott och senare var han förflyttad till Finland för att sköta utskrivningen av krigsfolk och senare som ståthållare på Kexholms slott, där han avled 1616. Han hustru Beata Trolle stannade dock kvar på Högsjö där hon avled 1613. Den kvarstående fataburen, uppförd i början av 1600-talet fanns möjligen redan på hennes tid. Äktenskapet var barnlöst vilket ledde till omfattande tvister mellan hustrun och makens arvingar. Det urartade till och med till slagsmål i hovrätten, dit fallet drevs. Slutligen kom dock godset 1626 att tilldömas Tönne Göranssons systerson Åke Stålarm. Under tiden hade dock en annan av arvspretendenterna Olof Jakobsson Grubbe flyttat in på Högsjö, och först sedan Åke Stålarm som då vistades i Finland rest hem för att ta sig an godsen kunde han slutligen ta godset i besittning. Åke Stålarm avled redan 1628, och fram till 1641 styrdes Högsjö av hans änka Brita Wildeman. Under hennes tid frånsåldes Kubbetorp, Lilla Ölång och de båda gårdarna i Svarttorp från Högsjö och lades i stället under det lilla säteriet Fostorp. Under Brita Wildeman och hennes dotter Anna Stålarms tid anlades även 1638 en stångjärnshammare vid Högsjö, vilken kom att ge upphov till en nära 250 årig bruksrörelse vid godset. Paret Stålarms enda barn dottern Anna ingick 1648 äktenskap med Claes Rålamb, som även ägde Bysta och Länna. Under deras tid upptogs fyra nybyggen på ägorna: Bondgölet, Slängbäcken, Svenstorp och Roligheten. Tre stora byggnader jämte kapell fanns vid denna tid vid Högsjö. Kapellet, som torde ha uppförts redan på 1500-talet revs på 1700-talet för att ersättas av ett nytt, men ett målat tak från början av 1600-talet som finns insatt på i nuvarande huvudbyggnaden på Högsjö har troligen ursprungligen setat i kapellet. Claes Rålamb som ägde flera andra gods torde ha vistats mycket lite på Högsjö. Vintertid vistades han helst i sitt hus på Blasieholmen i Stockholm, och på somrarna på Beatelund som han lät uppföra. 1682 övertog dock sonen Hans Rålamb Högsjö som sitt mödernearv. Han hade redan några år tidigare erhållit Lövstaholm i Uppland, men miste dock 1684 det godset i samband med reduktionen. Även Högsjö kom att omtvistas, och placerades i kvarstad, men 1689 kom dock kraven på godset att avskrivas genom kunglig resolution. 
Sedan Hans Rålamb avlidit under en resa i Östergötland 1712 övertog hans son Claes Hansson Rålamb Högsjö. Han var född 1682 och kom efter avslutade studier i tjänst som kammarjunkare hos hertigen av Holstein. Han sändes därefter till Karl XII i Bender, där han utnyttjades i kansliet. Under kalabaliken i Bender blev han tillfångatagen och hölls under flera veckor att rykta och fordra tartarernas hästar, innan han slutligen blev utlöst och kunde bege sig till Demotika där kungen då befann sig. Han sändes av Karl XII med bud till regeringen i Sverige, där han en tid efter återkomsten gifte sig med grevinnan Kristina Douglas. Han gick därefter i tjänstgöring i kammarkollegiet i Stockholm, men tog längre tjänstledigheter för att sköta Högsjö. Han utökade bruksrörelsen och anlade bland annat en masugn 1728. Han lät även uppföra huvudbyggnader vid godset. Dåliga konjunkturer gjorde dock att bruksrörelsen gick dåligt. Misslyckade inköp av gruvor och kostnader för en förlorad rättsprocess ledde till att Rålamb i början av 1740-talet tvingades belåna Högsjö. Affärerna gick dock inte att rädda och 1748 tvingades han sälja godset till Christian Hebbe den yngre. Det var främst Högsjö bruk med tillhörande Stavs gruva. Rålamb behöll dispositionsrätten för corps de logiet under sin levnad, så Christian Hebbe bodde i några rum i norra flygeln den tid han vistades på Högsjö. Gustaf Rålamb på Bystad, som hade bördsrätt till Högsjö startade en process mot Christian Hebbe för att återbörda godset till släkten Rålamb. Han avled dock innan processen blev avslutad, men hans son Claes Gustaf Rålamb trädde in som kärande och fortsatte processen. Christian Hebbe, som insåg att han skulle förlora ingick en förlikning med Claes Gustaf Rålamb att avstå egendomen mot en ersättning av 400.000 daler kopparmynt. Claes Gustaf Rålamb hade efter sin far ärvt Bysta och Brevens bruk, och 1756 köpte han även Segersjö, och skapade däreigenom ett omfattande godskomplex. Därtill hade han ärvt Nynäs efter sin far och efter in farbror hade han ärvt Björkvik. Rålambs godskomplex gav till en början stora förtjänster, men gick under hans senare år allt sämre, och efter hans död 1765 kom egendomen snart att splittras. Segersjö försåldes 1768 och samma år överläts Bystad med Brevens bruk på hans änkas mor, vilken senare sålde det till David Hildebrand. Änkan Kristina Sofia Rålamb kom dock att behålla Högsj så länge honom levde.
År 1782 förvärvades Högsjö av affärsmannen och brukspatronen Christian Eberstein för 865 000 daler kopparmynt. Han hade genom handel och sjöfart skaffat sig en stor förmögenhet. Han ägde flera andra gods och gårdar men av alla sina egendomar ägnade han Högsjögård sin största omtanke. Eberstein var gift tre gånger men avled barnlös 1816. I sitt testamente hade han skänkt Högsjö till sin systers barnbarn, kusinerna Beata Maria Eberstein och Maria Carolina Nordstedt. Han änka Hedvig Carolina Burén hade dock fått rätt att disponera Högsjö gård med alla underlydande hemman jämte bruket under hela sin återstående livstid. 1818 ingick hon ett nytt äktenskap med kanslirådet Göran af Segerström, och paret bosatte sig på Högsjö. 1829 gick gården till Ebersteins systers barnbarn, kusinerna Beata Maria Eberstein och Maria Carolina Nordstedt. Den senare var gift med brukspatron Fredrik Ulrik von Aken som 1830 köpte den andra systerns del av gården. De bodde till en början mestadels på Högsjö, men 1838 flyttade de till Stockholm, troligen för sonens studiers skull. De fortsatte dock att tillbringa somrarna och större högtider på Högsjö. Fredrik Ulrik von Aken lät även inrätta en skola i den läkarbostad Christian Eberstein låtit inrätta vid Högsjö sedan Vingåkers socken fått läkare på annat håll. Det Rålambska biblioteket som byggts upp på 1730-talet hade genom försäljningen blivit bortfört därifrån, och det Segerströmska som en tid förvarats här likaså, men Fredrik Ulrik von Aken lät bygga upp ett nytt bibliotek med hjälp av sin bror, boksamlaren C. J. von Aken. Deras son, Frans Gustav von Aken, blev 1848 nästa ägare. Han lät arrendera ut bruket som nu gick allt sämre.
Efter Frans Gustav von Akens död 1864  ärvde dottern Sigrid Maria von Aken gården. Den andra dottern Märta von Aken flyttade först till Stockholm med modern, men återkom 1895 till närbelägna Lilla Sjögetorp där hon lät uppföra en villa och ett slott. Sigrid Maria gifte sig med friherre Axel von Mecklenburg 1871. Sedan dess har Högsjögård ägts av släkten von Mecklenburg. 1962 delades egendomen mellan fem bröder och Didrik von Mecklenburg erhöll själva huvudbyggnaden. Idag ägs Högsjö gård av Carl och Elisabet von Mecklenburg. Egendomen omfattar cirka 1350 hektar mark varav 150 hektar åker- och betesmark.

## Bebyggelsen

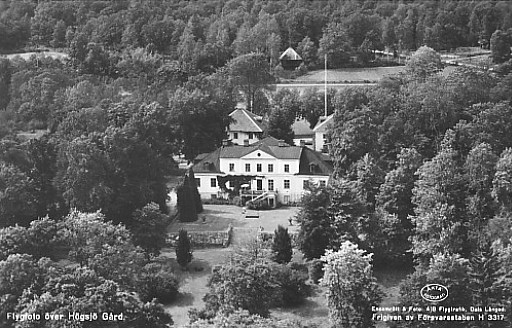
Gårdsanläggningen på ett äldre vykort.

Gårdsanläggningen ligger på en hög udde vid västra sidan om Högsjön. Av den ursprungliga, medeltida bebyggelsen finns inget bevarad. Början till nuvarande stenhus uppfördes 1731–1733 när Claes Hansson Rålamb var ägare, samtidigt revs den gamla huvudbyggnaden och den norra flygeln med två våningar och pyramidtak byggdes. Den södra flygeln fungerade som gårdens kapell och revs först under Ebersteins tid i slutet av 1700-talet. På dess plats restes södra flygeln som gavs samma utseende i karolinsk stil som norr flygeln.
Den nya gårdskyrkan (dagens Högsjö gårds kapell) började byggas 1781, och placerades på en kulle i slutet av en allé norr om corps-de-logi. För kapellets utformning stod arkitekt Carl Fredric Adelcrantz. Byggnaden färdigställdes under Ebersteins tid.
Under Frans Gustav von Aken fick huvudbyggnaden sitt nuvarande utseende. Han anlitade arkitekt Axel Nyström. Om- och tillbyggnaden utfördes omkring 1863 och innebar bland annat att mittpartiet höjdes med en våning och flyttades fram något åt båda hållen samt kröntes med en fronton. Samtidigt anlades terrassanläggningen. Norr om kapellet ligger gårdens ekonomibyggnader. Bland den äldre bebyggelsen märks även en kulturhistoriskt värdefull fatabur som restaurerades 2008.

## Bilder

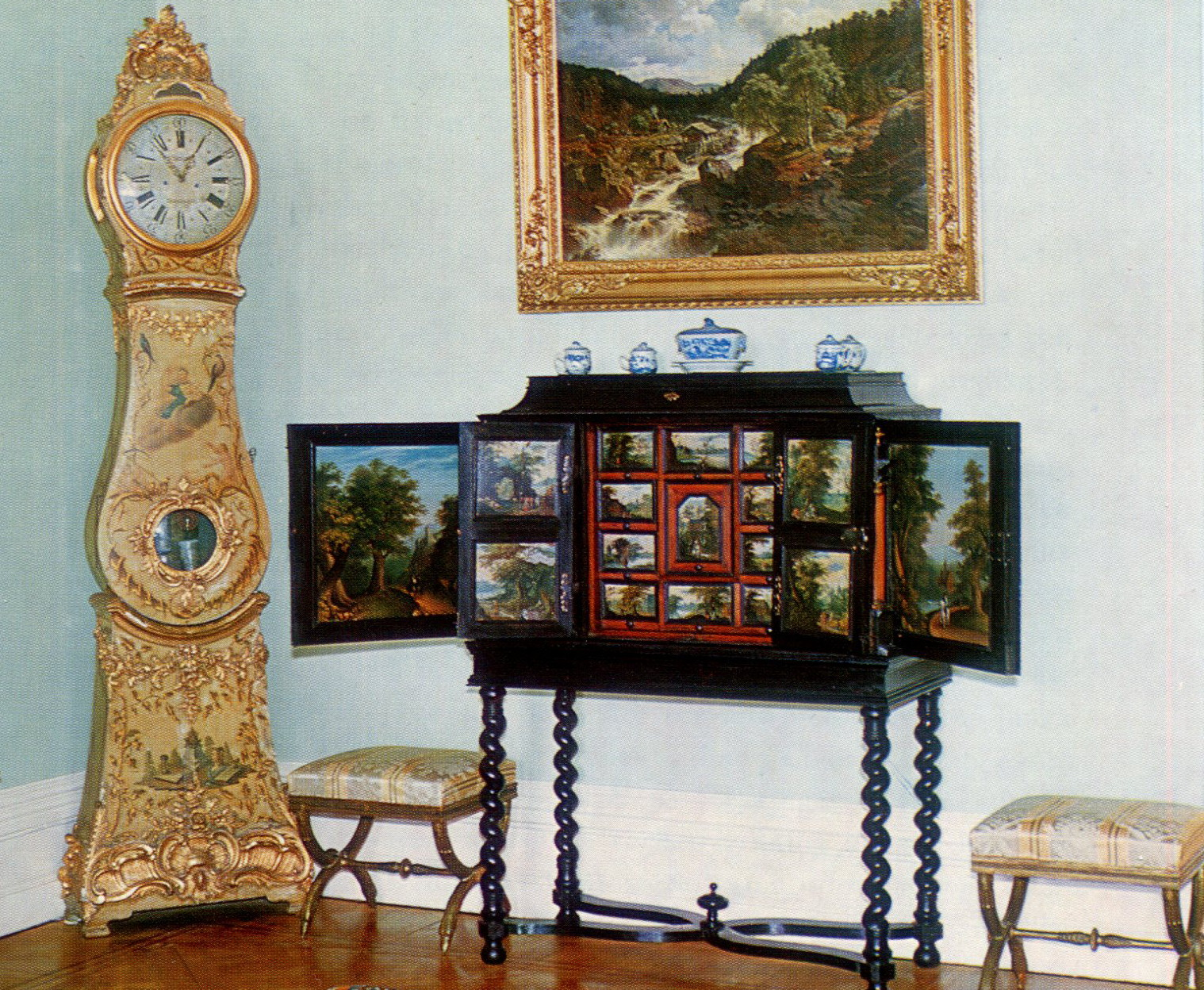
Huvudbyggnad, interiör, salongen.
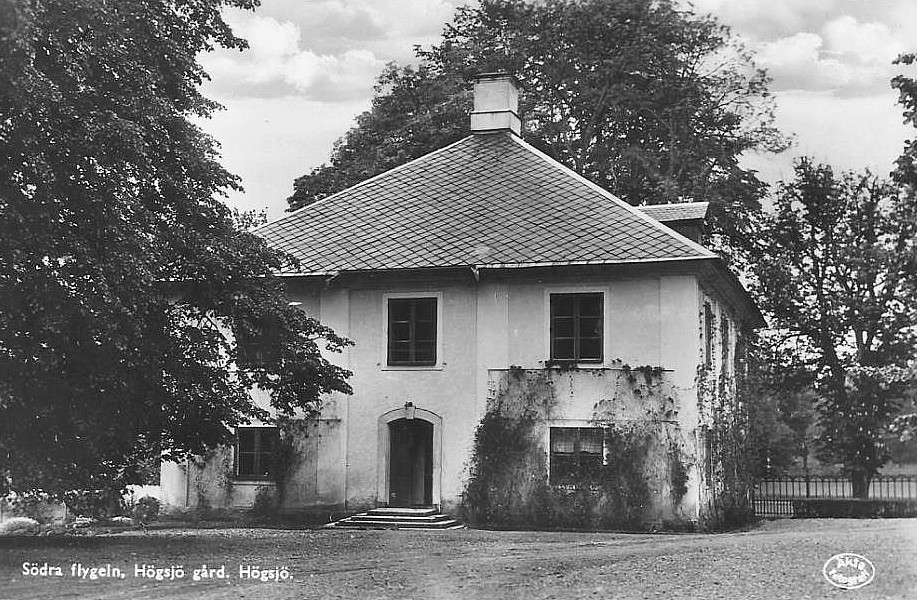
Södra flygeln.
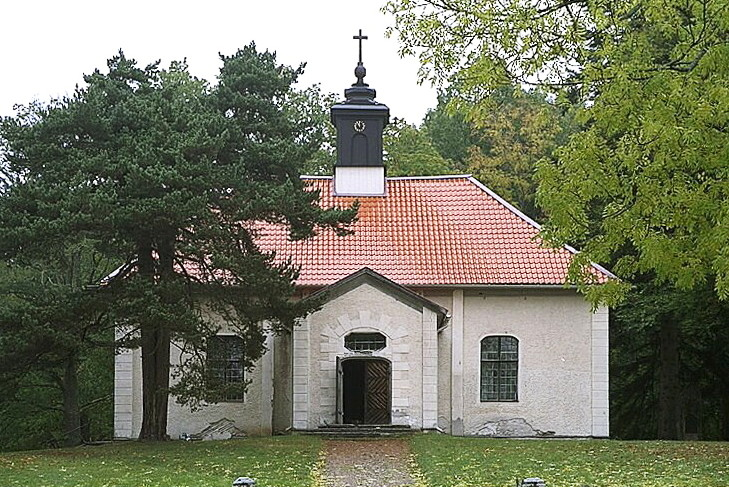
Högsjö gårds kapell.
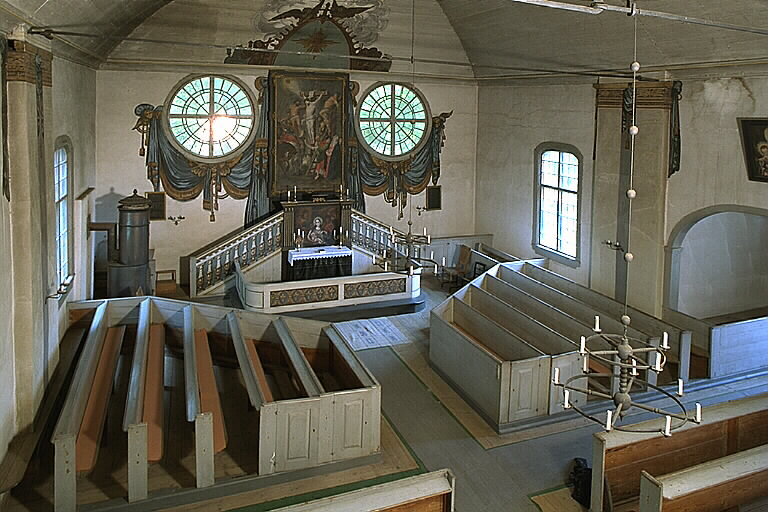
Kapellets interiör.